# Glycobiologie
La glycobiologie est la discipline biologique qui étudie la structure, la biosynthèse et la fonction biologique des glucides et plus particulièrement des glycanes. Les glycanes, polymères composés de monosaccharides (ou oses) reliés entre eux par une liaison osidique, sont des composants essentiels du vivant, distribués largement dans la nature.
On distingue en biologie quatre grandes classes de macromolécules : l'ADN et l'ARN, les protéines, les lipides et les glycanes et glucides. Les glucides, présents dans tous les domaines du vivant, sont parmi les molécules biologiques les plus abondantes sur Terre et jouent un rôle primordial dans le métabolisme. Les glycanes ont des caractéristiques spécifiques, ce sont des molécules d'une extrême variété moléculaire, oligomériques ou polymériques, linéaires ou très ramifiées, leurs monomères pouvant se connecter entre eux par différents types de liaisons. Glucides et glycanes ont pourtant été étudiés moins intensément que par exemple les acides nucléiques ; la glycobiologie, alliant biochimie et biologie moléculaire pour l'étude des glucides, n'a émergé en tant que discipline autonome qu'à la fin du XXe siècle.

## Glycome
Le glycome représente la carte d’identité globale de tous les complexes osidiques d’un organisme. Il peut être spécifique d’un organe ou d’un type de cellule. Le glycome dépasse de loin la complexité du protéome, car il est le résultat d’une grande diversité structurale des constituants de base et de multiples possibilités de combinaisons et d’interactions.

## Glycanes[1]
Compte tenu de l’orientation spatiale de leurs groupes hydroxyles (-OH), les monosaccharides présentent de nombreux stéréo-isomères. La position des groupes hydroxyles conditionne la nature des liaisons entre saccharides. Les groupes hydroxyles peuvent être remplacés par d’autres groupes comme des carboxyles, amines, ou N-acétyls.
Les glycanes sont habituellement répartis entre quatre grandes familles :
- les monosaccharides tels que le glucose, le galactose ou le fructose. Ce sont des molécules simples, non hydrolysables, formant des cristaux ;
- les disaccharides tels que le maltose, le lactose ou le saccharose ;
- les oligosacharrides et polysaccharides, formés d’unités répétées et  liées par des ponts glycosidiques, formant des structures linéaires ou branchées, généralement hydrolysables ;
- les oligosaccharides complexes, non répétitives, généralement liés à des protéines ou des lipides.

Jusque récemment, cette famille de molécules, les glycanes, était seulement considérée comme pourvoyeuse d’énergie et remplissant un rôle structurel. Depuis quelques années seulement on s’intéresse de plus près aux glycanes, à leur structure et leurs fonctions dans les organismes vivants. On sait aujourd’hui que, conjugués aux lipides et protéines à la surface des cellules, ils participent aux communications intercellulaires. C’est en particulier grâce aux glycanes que la répartition des protéines est contrôlée au sein de la cellule et que les cellules se distinguent les unes des autres au sein d’un organisme.

## Glycobiologie et médecine[5]
Des médicaments déjà sur le marché tels l'héparine, l'érythropoïétine et quelques antigrippaux se sont révélés efficaces et mettent en avant l'importance des glycanes en tant que nouvelle classe de médicaments. Par ailleurs, la recherche de nouveaux médicaments anticancéreux voit dans cette glycobiologie de nouvelles possibilités. Des anticancéreux aux mécanismes d'action nouveaux et divers de même que des anti-inflammatoires et anti-infectieux sont aujourd'hui en cours d'essais cliniques. Ils pourraient pallier ou compléter les thérapeutiques actuelles. Bien que ces glycanes restent des molécules difficiles à synthétiser d'une façon reproductible du fait de leur structure complexe, ce nouveau domaine de recherche demeure très encourageant pour l'avenir.

## Glycobiologie et peau
La glycobiologie, qui a pu récemment se développer grâce aux derniers progrès technologiques, permet d’aller plus précisément dans la compréhension du vieillissement de la peau.
Il est maintenant clairement établi que les glycanes sont des constituants majeurs de la peau, et jouent un rôle décisif dans son homéostasie. En effet :
- ils ont un rôle crucial dans la reconnaissance moléculaire et cellulaire, ils agissent entre autres à la surface des cellules pour délivrer des messages biologiques[7] ;
- ils interviennent dans le métabolisme des cellules : synthèse, prolifération, différenciation, etc. ;
- ils participent à la structure et l’architecture des tissus.

Indispensables au bon fonctionnement de la peau, les glycanes subissent des modifications tant qualitatives que quantitatives au cours du vieillissement. Les fonctions de communication et de métabolisme sont altérées, l’architecture de la peau se dégrade.